# Patricio Apey
Patricio Apey (Viña del Mar, 4 de agosto de 1939) es un extenista y exentrenador chileno, el «más destacado a nivel juvenil en su país». Como jugador, usaba gafas de sol. Compitió por el equipo chileno de Copa Davis en 1961 y 1962 en la era aficionada. De sus cuatro partidos en este torneo, ganó y cayó en dos. Como técnico, formó a Gabriela Sabatini, Guillermo Coria, Fernando González y Roberto Maytín, entre otros. Como agente deportivo, ha guiado a Andy Murray, Alexander Zverev y Stefanos Tsitsipas.